# Мрзло Полє (Іванчна Гориця)
Мрзло Полє (словен. Mrzlo Polje) — поселення в общині Іванчна Гориця, Осреднєсловенський регіон, Словенія. Висота над рівнем моря: 321,7 м.